# Neobisium labinskyi
Neobisium labinskyi es una especie de arácnido del orden Pseudoscorpionida de la familia Neobisiidae.

## Distribución geográfica
Se encuentra en Turquía y Rusia.